# Surinaamse parlementsverkiezingen 2025/Kandidatenlijst/DA'91
Dit is de lijst van kandidaten voor de Surinaamse parlementsverkiezingen in 2025 van DA'91. De lijsttrekker is Angelic del Castilho. De verkiezingen vinden plaats op 25 mei 2025.
De onderstaande deelnemers kandideren op grond van landelijke evenredigheid voor een zetel in De Nationale Assemblée. Los van deze lijst vinden tegelijkertijd de verkiezingen plaats voor de districtsraden en de ressortraden.
Een kandidaat op de lijst van DA'91 werd geschrapt omdat zij ook op een lijst van de Partij Van Communicatie (PVC) stond.

## Kandidatenlijst
Hieronder volgt de kandidatenlijst.
1. Angelic del Castilho (Angelic Caroline del Castilho)
2. Dewi Sontono (Dewi Peggy Ruqaya Sontono)
3. Patric Timpico (Patric Gilbert Timpico)
4. Rossiana Karijotaroeno (Rossiana Martijem Karijotaroeno)
5. Wilgo Valies (Wilgo Guno Valies)
6. Inoca Rusland (Inoca Samuna Rusland)
7. Aurelio Ewijk (Aurelio Ulrich Uriah Ewijk)
8. Sandora Kartojoso (Sandora Crystal Sumyatie Kartojoso)
9. Gladys Lynch (Gladys Astrid Lynch)
10. Risma Toewar (Risma Roepwatie Toewar)
11. Roberto Fräser (Roberto Floris Fräser)
12. Jeetendra Uday
13. Monique Daal (Monique Sandra Daal)
14. Mariane Kasanwidjojo (Mariane Parnie Kasanwidjojo)
15. Merlien Boldewijn (Merlien Rinette Boldewijn)
16. Deborah Boerleider (Deborah Eugenie Boerleider)
17. Raymil Manichand (Raymil Benjamin Manichand)
18. Haidy Nelson-Gravenberch (Haidy Henriëtte Nelson-Gravenberch)
19. Tim Arupa (Timothy Leon Arupa)
20. Giovanna Kom (Giovanna Celina Kom)
21. Christo Hardjodikromo (Christo Mariano Hardjodikromo)
22. Gajandra Oedayrajsingh-Varma (Gajandra Nauth Singh Oedayrajsingh-Varma)
23. Glenn Vaarnold (Glenn Rinaldo Vaarnold)
24. Melinda Bouguenon (Melinda Hilda Bouguenon)
25. Rinaldo Djokarijo (Rinaldo Rochman Djokarijo)
26. Laurens Adelij (Laurens Vincentius Adelij)
27. Widjaikoemar Algoe (Widjaikoemar Algoe)
28. Patrick Manbodh
29. Jermaine Brown (Jermaine Diëgo Brown)
30. Patricia de Bruin (Patricia Denise de Bruin)
31. Carlo Kohinor (Carlo Richard Kohinor)
32. Mitchell Naarden (Jarno Mitchell Naarden)
33. Whitney Tjon (Whitney Margé Tjon)
34. Fara Hasnoe (Fara Nasija Hasnoe)
35. Ranusha Sewcharan (Ranusha Sharon Sewcharan)
36. Fabian Kross (Fabian Rudy Kross)
37. Rachmael Beck (Rachmael Omar Beck)
38. Ramkumar Chand
39. Iviraldo van der Bok (Iviraldo Melvin van der Bok)
40. Elly Doeglas
41. Anoushka Nirk (Anoushka Anita Nirk)
42. Dayenne Kadosoe (Dayenne Tabita Kadosoe)
43. Kathleen Babel (Kathleen Sabrina Babel)
44. Jennefer Brandon (Jennefer Diana Brandon)
45. Armand Waggelmans (Armand Stanley Waggelmans)
46. Samantha Pinas (Perla Samantha Pinas)
47. Rachmat Soegijarto (Rachmat Avanti Soegijarto)
48. Nashima Idoe (Nashima Kamroennisha Idoe)
49. Marius van de l'Isle (Marius Cornelis van de l'Isle)
50. Judith Tilborg (Judith Yvonne Carmelita Tilborg)

Kandidaten per partij: A20 · 
ABOP · 
APP · 
BEP · 
DA'91 · 
DNL · 
DUS · 
NDP · 
NPS · 
OPTSU · 
PL · 
PVC · 
VHP · 
VLS